# Picaflors brunzidor
El picaflors brunzidor (Dicaeum hypoleucum) és un ocell de la família dels diceids (Dicaeidae).

## Hàbitat i distribució
Habita els boscos de les terres baixes de Illes Filipines, a Luzon, Catanduanes, Samar, Panaon, Leyte, Bohol, Dinagat, Mindanao, Basilan i l'Arxipèlag de Sulu.